# アルバロ・バスケス
アルバロ・バスケス・ガルシア（Álvaro Vázquez García, 1991年4月27日 - ）は、スペイン王国カタルーニャ州バダロナ出身のサッカー選手。スポルティング・デ・ヒホン所属。ポジションはフォワード。

## 経歴

### クラブ
2005年、14歳でRCDエスパニョールの下部組織に加入し、2009年にセグンダ・ディビシオンB（3部）のエスパニョールB（リザーブチーム）に到達したが、Bチームは2009-10シーズン終了後にテルセーラ・ディビシオン（4部）降格となった。2010年9月21日、エスタディオ・サンティアゴ・ベルナベウで行われたレアル・マドリード戦 (0-3) の後半途中に、セルヒオ・ガルシアとの交代で出場してトップチームデビューした。デビュー戦の5日後の9月26日、本拠地エスタディ・コルネリャ＝エル・プラットで行われたCAオサスナ戦 (1-0) でトップチーム初得点となる決勝点を挙げ、2010-11シーズンの残りもトップチームで主にパブロ・ダニエル・オスヴァルドの控えを務めた。2011年夏にオスヴァルドがASローマに移籍すると、マウリシオ・ポチェッティーノ監督によってレギュラーに抜擢された。2012年1月8日にホームで行われたFCバルセロナとのバルセロナダービー (1-1) では試合終盤に同点ゴールを決めた。そのわずか3日後の1月11日に行われたコパ・デル・レイのコルドバCF戦セカンドレグ (4-2) ではハットトリックを達成し、2試合合計5-4での勝ち上がりに貢献した。
2013-14シーズンはプレミアリーグのスウォンジー・シティAFCに期限付き移籍で加入し、エスパニョールで共にプレーしたジョルディ・アマトと再びチームメイトとなった。
2016-17シーズンより4年振りにエスパニョールへ復帰することが決定した。
2018年1月11日、ジムナスティック・タラゴナにレンタル移籍した。
2018年8月23日、レアル・サラゴサにレンタル移籍した。
2019年6月10日、スポルティング・デ・ヒホンに3年契約で移籍した。
2021年1月21日、CEサバデルにシーズン終了までレンタル移籍した。
2021年8月30日、ケーララ・ブラスターズFCに1年契約で移籍した。
2022年6月24日、FCゴアと2年契約を結んだ。

### 代表
2011年にはU-20スペイン代表としてコロンビアで開催された2011 FIFA U-20ワールドカップに出場した。グループリーグ第2戦のエクアドル戦 (2-0) で1得点し、最終戦のオーストラリア戦 (5-1) では試合開始から18分間でハットトリックを達成した。決勝トーナメント1回戦の韓国戦 (0-0、PK7-6) ではPK戦の4番手キッカーとしてPKを決めて勝ち上がりに貢献。準々決勝のブラジル戦は1-1で延長戦に突入し、延長前半10分にリードを許したが、その2分後に同点ゴールを決めてPK戦に持ち込んだ。しかし、今度は外したら敗退が決まる4番手キッカーとしてPKを外し、スペインはベスト8に終わった。敗退までに5得点しており、準々決勝終了時点で得点ランキングの単独トップに立っていたが、その後ブラジルのエンリケとフランスのアレクサンドル・ラカゼットに同点に並ばれ、バスケスはシルバーシュー（エンリケがゴールデンシュー）となった。
2011年にU-21スペイン代表デビューした。

## 個人成績

### 代表での得点
括弧付きの数字は世代別代表での得点
| #                | 日時             | 場所             | 相手             | スコア           | 最終結果         | 大会                         |
| U-20スペイン代表 | U-20スペイン代表 | U-20スペイン代表 | U-20スペイン代表 | U-20スペイン代表 | U-20スペイン代表 | U-20スペイン代表             |
| ---------------- | ---------------- | ---------------- | ---------------- | ---------------- | ---------------- | ---------------------------- |
| 1.               | 2011年8月3日     | マニサレス       | エクアドル       | 0-2              | 0-2              | 2011 FIFA U-20ワールドカップ |
| 2.               | 2011年8月6日     | マニサレス       | オーストラリア   | 0-2              | 1-5              | 2011 FIFA U-20ワールドカップ |
| 3.               | 2011年8月6日     | マニサレス       | オーストラリア   | 0-3              | 1-5              | 2011 FIFA U-20ワールドカップ |
| 4.               | 2011年8月6日     | マニサレス       | オーストラリア   | 0-4              | 1-5              | 2011 FIFA U-20ワールドカップ |
| 5.               | 2011年8月14日    | ペレイラ         | ブラジル         | 2-2              | 2-2              | 2011 FIFA U-20ワールドカップ |
| U-21スペイン代表 |                  |                  |                  |                  |                  |                              |
| 1.               | 2011年11月10日   | メリリャ         | エストニア       | 5-0              | 6-0              | UEFA U-21欧州選手権予選      |
| 2.               | 2012年9月10日    | アリカンテ       | クロアチア       | 3-0              | 6-0              | UEFA U-21欧州選手権予選      |
| 3.               | 2012年9月10日    | アリカンテ       | クロアチア       | 6-0              | 6-0              | UEFA U-21欧州選手権予選      |
| 4.               | 2012年10月16日   | オールボー       | デンマーク       | 0-2              | 1-3              | UEFA U-21欧州選手権予選      |
| 5.               | 2012年10月16日   | オールボー       | デンマーク       | 1-3              | 1-3              | UEFA U-21欧州選手権予選      |
| U-23スペイン代表 |                  |                  |                  |                  |                  |                              |
| 1.               | 2012年2月28日    | トレラベーガ     | エジプト         | 1-1              | 3-1              | 親善試合                     |
| 2.               | 2012年2月28日    | トレラベーガ     | エジプト         | 3-1              | 3-1              | 親善試合                     |

## タイトル

### 代表
U-21スペイン代表
- UEFA U-21欧州選手権 : 2013

### 個人
- FIFA U-20ワールドカップシルバーシューズ : 2011